# Африканские тетры
Африканские тетры или алестовые (лат. Alestidae) — семейство лучепёрых рыб отряда харацинообразных. Эндемики Африки. В состав семейства включают около 18 родов и 119 видов. Характерные представители:
- Hydrocynus (тигровые рыбы) — крупные хищники длиной до 1,5 м;
- Brycinus — стайные виды размером 5-15 см;
- Arnoldichthys — популярные аквариумные рыбы с красными плавниками.
- Phenacogrammus interruptus

## Ареал обитания
Ареал охватывает:
- Бассейны рек: Конго, Нил, Нигер, Замбези.
- Крупные озёра: Виктория, Танганьика, Малави.
- Временные водоёмы саванн в сезон дождей[3].

## Морфология
| Вид                       | Длина (см) | Окраска                             | Особенности                 |
| ------------------------- | ---------- | ----------------------------------- | --------------------------- |
| Hydrocynus goliath        | 150        | Серебристо-серый с тёмными полосами | Крупные зубы, речной хищник |
| Brycinus longipinnis      | 12         | Золотистый, чёрное пятно на хвосте  | Стайный, активен в сумерках |
| Arnoldichthys spilopterus | 8          | Красные плавники, сине-зелёное тело | Популярный аквариумный вид  |

## Питание
- Всеядные виды: водоросли, насекомые, детрит.
- Хищники (напр., Hydrocynus) охотятся на мелкую рыбу

### Размножение
Нерест сезонный (в дождливый период). Икра откладывается на растения. Личинки развиваются за 2-3 недели.

## Значение
- Аквариумистика: виды Ladigesia roloffi и Arnoldichthys spilopterus ценятся за яркость.
- Промысел

## Роды
- Alestes — Алесты
- Alestopetersius
- Arnoldichthys
- Bathyaethiops
- Brachypetersius
- Brycinus
- Bryconaethiops
- Clupeocharax
- Duboisialestes
- Hemigrammopetersius
- Hydrocynus — Гидроцины
- Ladigesia
- Lepidarchus
- Micralestes
- Nannopetersius
- Petersius
- Phenacogrammus — Тетры-фенакограммы
- Rhabdalestes
- Tricuspidalestes